# Márianosztra
Márianosztra is een plaats (község) en gemeente in het Hongaarse comitaat Pest. Márianosztra telt 968 inwoners (2001).